# Арабахмет
Арабахме́т — мечеть, расположенная в городе Никосия, в северной её части, являющейся столицей частично признанной Турецкой Республики Северного Кипра. Мечеть находится на пересечении улиц Муфтия Зия Эффенди и улицы Шехит Салахи Шевкет.
Она была построена в конце XVI века. Мечеть была названа так в честь командующего в 1571 году османской армией. У задней части здания мечети находится сад, в котором расположен ряд гробниц знатных османов, в том числе и могила Кемаль-паши.